# Nakamoto Lab

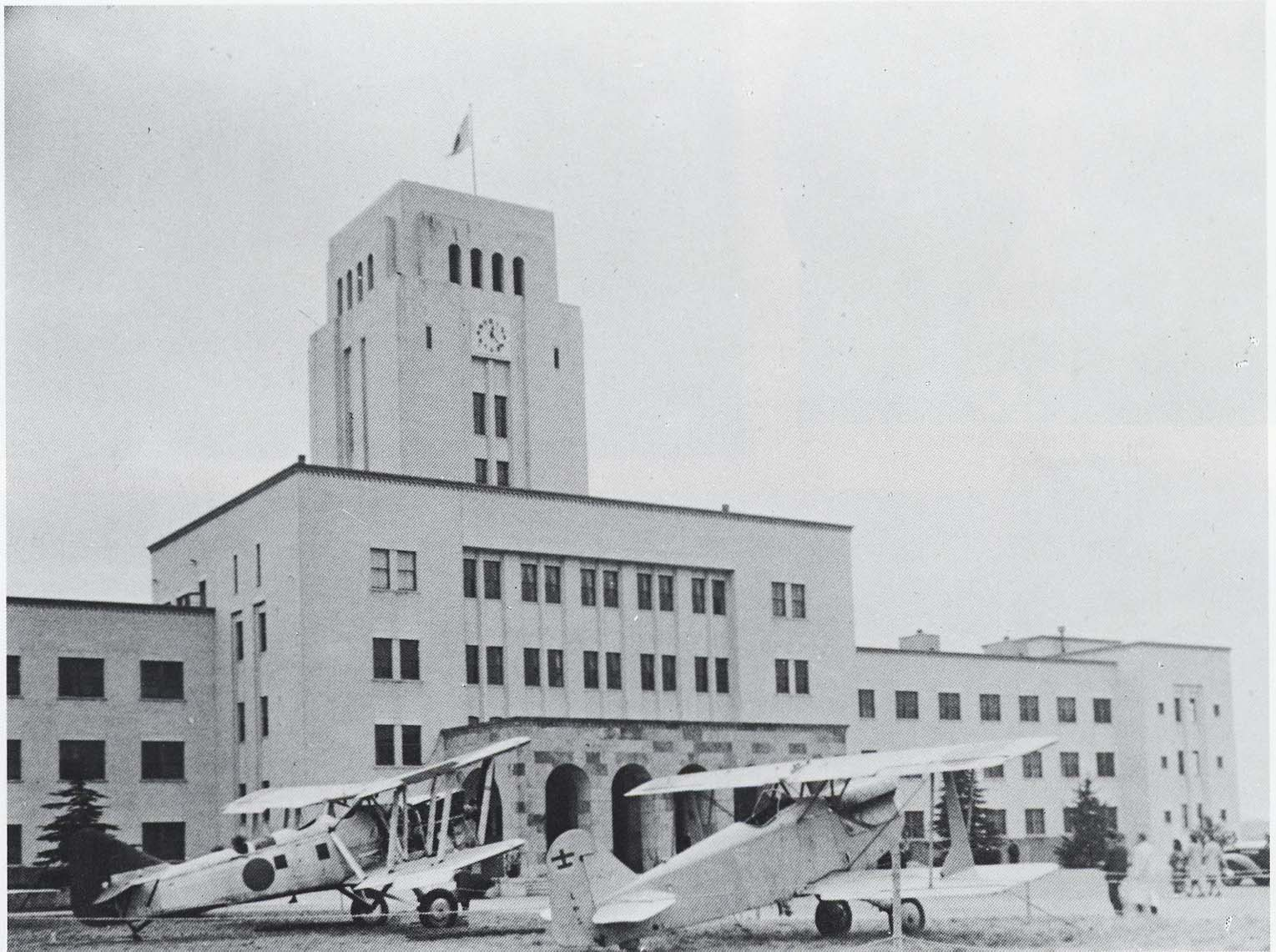
Tokyo Institute of Technology, Tokio, 1940

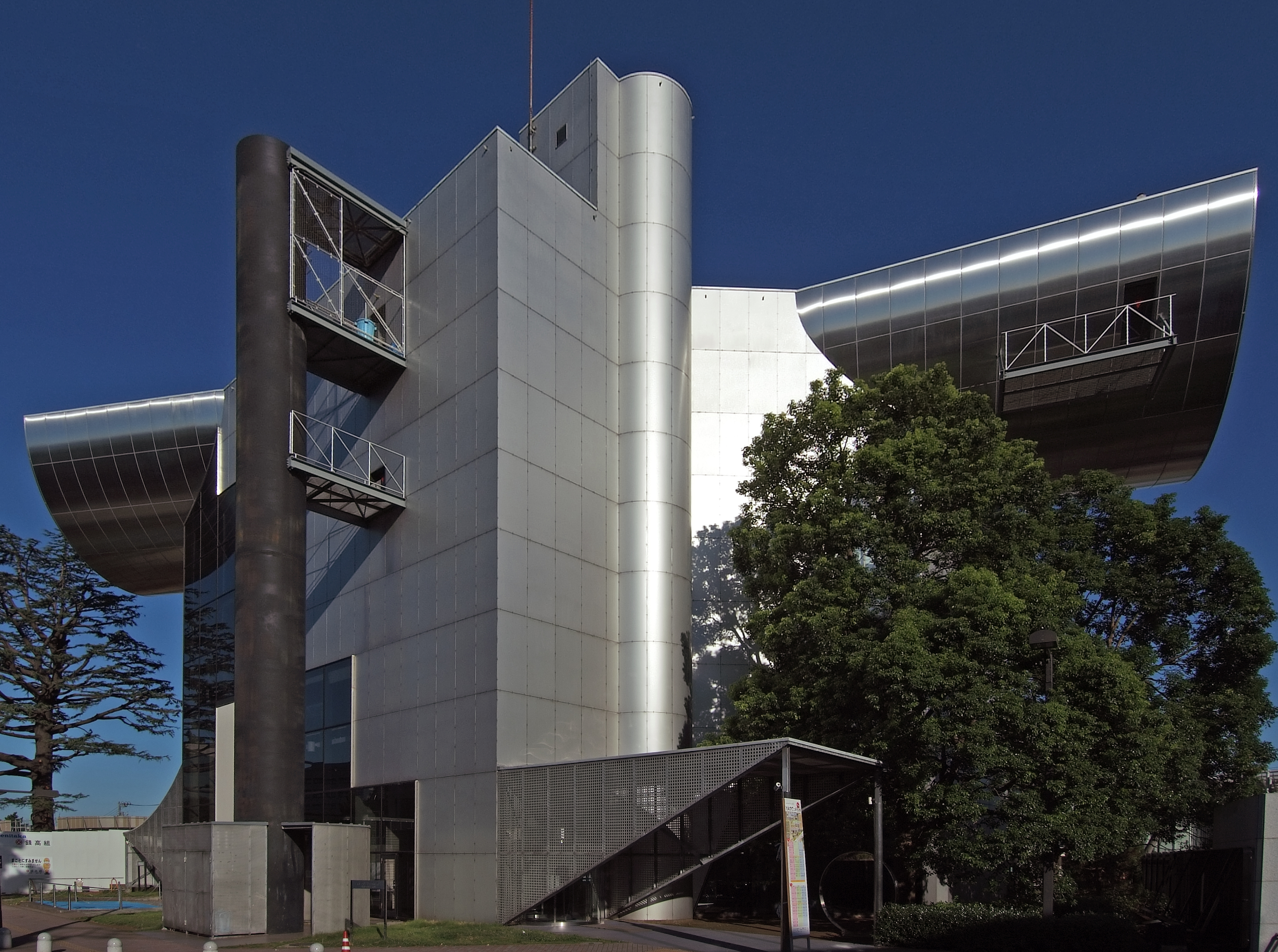
Tokyo Institute of Technology, Centennial Hall, 2009

Nakamoto Lab – beside the smell – laboratorium wchodzące w skład Tokyo Institute of Technology
(Department of Electrical and Electronic Engineering), prowadzące działalność dydaktyczną i badania naukowe w interdyscyplinarnym obszarze bioelektroniki i biomimetyki, obejmującym zagadnienia m.in. z zakresu elektroniki, informatyki, chemii, biologii, mechaniki płynów. W laboratorium są np. projektowane i budowane nowe rodzaje elektronicznych nosów i odtwarzacze zapachu.

## Historia Moriizumi & Nakamoto Lab i Nakamoto Lab
Nakamoto Lab  kontynuuje prace Morizumi & Nakamoto Lab, utworzonego i prowadzonego w Tokyo Institute of Technology (TITech), Department of Electrical and Electronic Engineering przez profesorów Toyosakę Moriizumiego  i Takamichiego Nakamoto.
Toyosaka Moriizumi urodził się w prefekturze Gumma (Japonia) w roku 1942. Studia skończył w TITech w roku 1966. W tej uczelni w roku 1969 uzyskał stopień doktora. W roku 1973 został zaangażowany na stanowisko profesora na Wydziale Elektroniki Fizycznej (ang. Department of Physical Electronics). W latach 1978–1979 był również profesorem wizytującym w Carnegie Mellon University (Pittsburgh, PA, USA). Naukowe publikacje T. Moriizumiego dotyczą przede wszystkim czujników półprzewodnikowych, piezoelektrycznych i SAW oraz bioelektroniki i biomimetyki, np. elektronicznego nosa i ruchomych automatów śledzących położenie zanieczyszczeń uciążliwych zapachowo („gas/odor plume-tracking systems”).
Takamichi Nakamoto urodził się w Osace w roku 1959. Ukończył studia w TITech w dziedzinie inżynierii elektrycznej i elektronicznej w roku 1984. W latach 1984–1987 pracował w Hitachi Ltd, a w roku 1987 został asystentem naukowym w TITech. W roku 1991 uzyskał stopień doktora. Wspólnie z T. Moriizumim zorganizował Moriizumi&Nakamoto Laboratory, specjalizujące się w dziedzinie sztucznego węchu i odtwarzaczy zapachu. W latach 1996–1997 odbył staż naukowy w Pacific Northwest National Laboratory (Richland, WA, USA).
Efektem naukowej działalności zespołu Moriizumi&Nakamoto Laboratory (przekształconego w Nakamoto Lab), w którego skład wchodzą doktoranci i stażyści z różnych krajów świata (również z Polski)
są liczne publikacje, dotyczące zagadnień sztucznego węchu. Publikacje są często cytowane przez innych autorów, zajmujących się tą problematyką.

## Badania dotyczące elektronicznego nosa
Pole czujników elektronicznego nosa zawiera np. czujniki konduktometryczne (zwykle półprzewodnikowe) lub sensory QCM – kryształy piezoelektrycznego kwarcu, pokrywane filmem różnych wysokowrzących cieczy (np. ciecze stosowane w kolumnach do chromatografii gazowej jako fazy stacjonarne}. W Laboratoriach M&N i Nakamoto Lab były opracowywane nowe typy czujników. Liczne publikacje dotyczą modyfikacji składu półprzewodników, składu i technik nanoszenia faz ciekłych na powierzchnie kryształów kwarcu, metod konstruowania zestawów stanowiących pola czujników, metod opracowywania zbiorów sygnałów (odbieranych z pola czujników), sposobów statystycznego opracowywania tych danych itp.

## Odtwarzacz zapachu

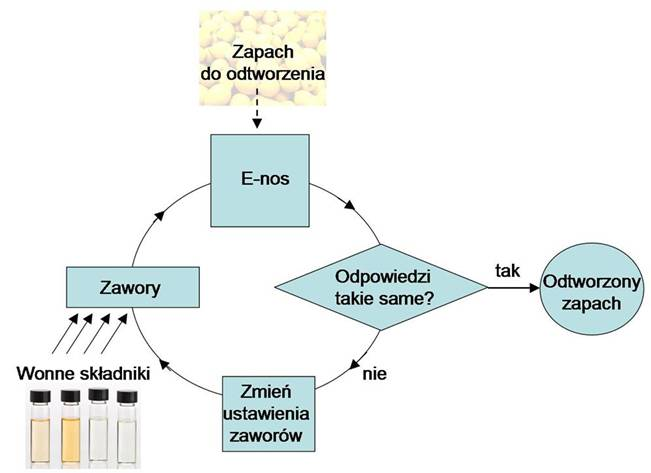
Ideowy schemat odtwarzacza zapachu

Odtwarzacz zapachu jest urządzeniem elektronicznym, które umożliwia automatyczne odtwarzanie dowolnego zapachu poprzez mieszanie różnych wonnych składników w proporcjach zależnych od zbioru odpowiedzi czujników elektronicznego nosa na odtwarzany zapach. W Nakamoto Lab opracowano odtwarzacz, którego elementem jest automatyczny system dozowania mieszanin różnych składników. Odpowiedzi czujników na działanie wzorca i sporządzanej mieszaniny są porównywane metodami analizy głównych składowych (PCA) lub liniowej analizy dyskryminacyjnej (LDA). W celu sprawdzenia poprawności działania odtwarzacza są wykonywane sensoryczne trójkątowe testy dyskryminacji.